# Phalaris lindigii
Phalaris lindigii är en gräsart som beskrevs av Baldini. Phalaris lindigii ingår i släktet flenar, och familjen gräs. Inga underarter finns listade i Catalogue of Life.